# کشیشتف گشتیوا
کشیشتف گُشتیوا (لهستانی: Krzysztof Gosztyła؛ ‏ تلفظ لهستانی: [ˈkʂɨʂtɔf]؛ زادهٔ ۲۰ اکتبر ۱۹۵۶) بازیگر و صداپیشه اهل لهستان است.
از فیلم‌ها یا مجموعه‌های تلویزیونی که وی در آن‌ها نقش داشته‌است، می‌توان به با آتش و شمشیر، تاراس بولبا، درخت سحرآمیز، دریاچه کنستانس، بازجویی، سرهنگ کفیاتکوفسکی، خانه و شوپن: میل به عاشقی اشاره نمود.